# Waluyorejo
Waluyorejo is een bestuurslaag in het regentschap Kebumen van de provincie Midden-Java, Indonesië. Waluyorejo telt 3336 inwoners (volkstelling 2010).